# Saints (Seine-et-Marne)
Saints is een plaats en voormalige gemeente in het Franse departement Seine-et-Marne (regio Île-de-France) en telt 1173 inwoners (1999). De plaats maakt deel uit van het arrondissement Meaux. Saints is op 1 januari 2019 gefuseerd met de gemeente Beautheil tot de gemeente Beautheil-Saints. 

## Geografie
De oppervlakte van Saints bedraagt 20,1 km², de bevolkingsdichtheid is 58,4 inwoners per km².
De onderstaande kaart toont de ligging van Saints (Seine-et-Marne) met de belangrijkste infrastructuur en aangrenzende gemeenten.

## Demografie
Onderstaande figuur toont het verloop van het inwonertal (bron: INSEE-tellingen).